# آنتوان باتیس
آنتوان باتیس (انگلیسی: Antoine Batisse؛ زادهٔ ۱۳ ژانویهٔ ۱۹۹۵) بازیکن فوتبال اهل فرانسه است.